# Лібітіна
Лібіті́на (лат. Libitina) — давньоітальська богиня смерті й похорону. У Римі їй був присвячений гай з приладдям для поховання. Як підземна богиня ототожнювалася з Прозерпіною. Як богиню землі, з якої все народжується, Лібітіну вважали також богинею родючості й ототожнювали з Венерою (Венера Лібітіна).
У «Пам'ятнику» Горація ім'я Лібітіна виступає як синонім слова «смерть».
На честь божества названо астероїд 2546 Лібітіна.